# Порівняльне літературознавство
Компаративі́зм, компорати́зм — порівняльний, порівняльно-історичний методи, які застосовуються при вивченні споріднених предметів і явищ (наприклад, мов — у літературознавчій теорії і практиці).

## Зіставне літературознавство
Компаративістика, або Компаратистика, Зіставне, або порівняльне, літературознавство — наукова дисципліна, метою якої є виявлення міжлітературних зв'язків на основі зіставлення творів та явищ національних письменств одного чи різних історичних періодів. У європейській філології вона відповідає літературознавству, у східнослов'янській, для якої характерний вплив школи О. Веселовського, стосується також порівняльної фольклористики.
Більшість учених дотримується думки про функціональну відмінність компаративізму та зіставного літературознавства, вважаючи, що у першому випадку йдеться про загальні аспекти науки про літературу в її взаємозв'язках, а в другому — про жанри історико-літературних та літературно-критичних праць. Компаративістика заснована за доби романтизму, ґрунтувалася на концепції світової літератури Й.-В. Ґете, зумовлена захопленням екзотичними феноменами художньої дійсності, спробами віднайти спільне у відмінному. Розвивалася на теренах міфологічної школи, однак не приділяла уваги джерелам фольклору та поезії, зведенню уснопоетичної і писемної творчості до спільних праіндоєвропейських підвалин.
При аналізі взаємозв'язку літературних явищ, їх систематизації компаративістика керувалася філософськими засадами позитивізму. Формуванню компаративістики сприяли німецький дослідник Т. Бенфей (передмова та коментарі до «Панчатантри», 1859), російський учений Ф. Буслаєв, українські — Михайло Драгоманов, М. Дашкевич, Іван Франко. Принципи компаративізму були чітко структуровані у працях О. Веселовського («Слов'янські сказання про Соломона і Китовраса та західні легенди про Морольфа і Мерліна», 1872) та X. М. Поснета («Порівняльне літературознавство», 1886). Мета літературознавчих студій полягала у порівнянні якомога більшої кількості творів, що належать до різних національних літератур, у встановленні якнайширшого інтертекстуального простору. Так, О. Веселовський аналізував сукупність авестійських легенд, індійських версій про Вікрамадітью, монгольських — про Арджі-Борджа, повістей про Соломона, наявних в усній та писемній творчості багатьох народів тощо. Значний за обсягом зібраний матеріал потребував об'єктивного осмислення, а не суб'єктивізму тлумачення несуттєвих аспектів міжнаціональної естетичної рецепції, залежності творчості від попереднього джерела, спонукав до встановлення загальних закономірностей літературного процесу, висвітлюваних із різних методологічних позицій, засвідчених генетичним, типологічним, контактологічним підходами до розгляду порушуваної проблеми.
Набутки американської, антропологічної, міграційної, французької шкіл збагатили літературознавство, розкрили наукові можливості компаративістики. З 1955 у Парижі діє Міжнародна асоціація літературної компаративістики. Між науковцями не було одностайності у визначенні специфіки цієї науки. Якщо Р. Велек (1940) обґрунтовував компаративістику, виходячи з естетики І. Канта, то пізніше М. Вебер заперечував такий погляд, вважаючи, що у німецького філософа вона набула специфічного значення, що не підходить для порівняльно-історичних студій. Пропозицію розширити межі цієї дисципліни, залучивши до неї неєвропейські літератури, різні маргіналізовані тексти, подав В. Годзіх. Згодом К. охоплювала мультикультуру, теорію збочень, досліджуване Е. Саїдом, Гаятрі Чакраварті Співак постколоніальне письменство, експериментальні відео-, електронні тексти, які аналізували Ф. Джеймсон, Г. Алмер, Дж. Лендоу.
У СРСР ця наукова дисципліна зазнала переслідувань як «класово ворожа», але тривали компаративні студії М. Конрада (синтетична праця «Захід і Схід», 1972), В. Жирмунського, М. Алексєєва, Ірини Неупокоєвої, М. Гудзія, О. Білецького, Г. Вервеса, Д. Наливайка та ін. З'явилась колективна п'ятитомна монографія «Українська література в загальнослов'янському і світовому літературному контексті» (1987—1990). Нині функціонують відділи світової літератури і компаративістики в Інституті літератури ім. Т. Шевченка НАН України, кафедра теорії літератури і компаративістики в інституті філології Київського національного університету імені Тараса Шевченка.
Постмодерністська критика заперечує тяжіння компаративізму до універсальної системи, тому між цими напрямами літературознавчих досліджень виникла «продуктивна тривога», посилившись у 70—80-ті XX ст. Дискусія щодо цього питання відбувалася на сторінках журналів «Діакритика», «Енклітика», «Субстанція», особливо гостро виражена у Кембриджському університеті.
У полеміці було охоплено три головні проблеми:
- універсальну теорію літературного розуміння,
- чітке розмежування літературної мови та наукового опису,
- домовленість про відповідний канон.

На противагу традиційним універсальним нормам читання («пильне прочитання»), притаманним компаративізму, висували техніку різних тлумачень, неканонізованої читацької практики. Особливо наголошував на перегляді позицій компаративістики американський деконструктивіст П. де Ман, міркування якого спонукали Барбару Джонсон переглянути концепцію порівняльного літературознавства. Постмодерністи висловлювали сумнів щодо меж літературної естетики та наукової відстороненості, які видавалися нереалістичними, спростовувались альтернативними рецепціями в дусі Дж. Гартмана, давали простір для застосування іронії, пастишу, спонукали до гри поверхневих структур. І. Гасан заперечував постать незацікавленого критика, пропонував компаративістам застосовувати такі прийоми, як колаж, монтаж, мовчання, дія, моделі сюрреалізму. Такі вимоги розмивали грані між елітарними концепціями та масовою культурою. На думку Мері Русо, дискусії стосувалися теоретичних дефініцій зіставного літературознавства та непорозумінь, що виникли внаслідок визначення його теоретичних кордонів.

## Структура і завдання компаративістики
Можна виокремити такі основні розділи сучасної літературної компаративістики:
- порівняльне історичне літературознавство (вивчення генетичних і контактних зв'язків);
- рецептивна естетика, зокрема критична рецепція і перекладознавство;
- типологічне дослідження літератури;
- інтертекстуальні студії;
- інтермедіальні студії (міжмистецьке порівняння — висвітлення зв´язків літератури з іншими видами мистецтва);
- інтеркультуральні студії, зокрема постколоніальні студії, а також імагологія (розділ компаративістики, що вивчає образи народів у літературній рецепції інших етносів та регіонів).
Компаративістика ставить собі за мету вивчення літературних явищ (твору чи літературної спадщини письменника, жанру і стилю) через вихід за межі окремого національного письменства. Зіставляючи таким чином національні літератури, компаративістика прагне глибше пізнати як їхні спільні і самобутні риси, так і закономірності світового літературного процесу, проектуючи їх відтак на широкі мистецькі, культурні, історичні, ідеологічні, етнічні контексти минувшини і сучасності.
Статус літературної компаративістики, тобто її місце серед інших гуманітарних дисциплін, — питання дискусійне. Традиційний погляд трактує компаративістику як галузь, яка зі своєю методикою і методологією є розділом літературознавства. Жан-Марі Kappe, Франк Вольман, Діониз Дюришин розглядали компаративістику ще вужче — як частину історії літератури. Рене Веллек та Остін Воррен вважали її методологією, тоді як Віктор Жирмунський відносив її до методики, а не методології — це, мовляв, методичний засіб історичного дослідження, який може бути застосований з різною метою в рамках різних методів.
Автори праці «Що таке порівняльне літературознавство?» П´єр Брюнель, Клод Пішуа та Андре-Мішель Руссо ладні трактувати компаративістику як самостійну галузь науки про літературу, бо переконані, що розчинення серед інших літературознавчих підходів прирече її на вимирання.
Проте таку думку поділяють не всі. Польський учений Богуслав Бакула (а ще раніше, у першій половині XX ст., таке ж міркування висловлював італієць Бенедетто Кроче) вважає компаративістику не самостійною дисципліною, а галуззю історії літератури, її частиною. Він стверджує, що важко назвати специфічні методи дослідження, які були б властиві тільки їй. І коли на ґрунті теорії такі методи можна було б висунути, то для аналізу тексту дослідник змушений користуватися інструментарієм, загальноприйнятим у різних галузях літературознавства. Тому польський учений трактує літературну компаративістику як метатеорію. Він виходить з того, що підставою для порівняльної характеристики є не рецепція (звідси неможливість спиратися на феноменологію чи рецептивну поетику, включно з Яуссовим горизонтом сподівань), а опертя на предмет дослідження, знаходження того, що справді можна порівнювати для з´ясування спільного й відмінного.
Через те що в останні десятиліття посилилися тенденції розширення методологічних обріїв і дослідних царин, літературну компаративістику часто розглядають не в контексті літературознавчих дисциплін, а ширше — як частину порівняльних культурних студій (Ст. Тотосі де Зепетнек та ін.). Скажімо, Петер Зіма, також трактуючи компаративістику як метатеорію, виходить із міжкультурного та міждисциплінарного характеру цієї галузі, котра активно взаємодіє з різними царинами наукового досліду.